# Bressal Bodiobad
Bressal Bodiobad („Pozbawiony Krów”) – legendarny król Ulaidu jako Bressal I Bodiobad z dynastii Milezjan (linia Ira, syna Mileda) w latach 87–75 p.n.e. oraz zwierzchni król Irlandii w latach 84–75 p.n.e. Syn Rudraige’a I Mora („Wielkiego”) mac Sithrige, króla Ulaidu i zwierzchniego król Irlandii.
Informacje o nim czerpiemy ze źródeł średniowiecznych: Roczników Czterech Mistrzów, Księgi najazdów Irlandii („Lebor Gabála Érenn”) oraz „Laud Misc 610”. W ostatnim zanotowano na temat jego dwunastoletnich rządów tronie Ulaidu: Bresal Bodíbad m[a]c Rúdr[aig]e .xii. blī[adn]a (fol. 107 a 33). Tutaj błędnie umieszczono go na liście królów Ulaidu. Powinien być po swym ojcu, a nie po Eochaidzie II Salbuide. Panował z Emain Macha, stolicy Ulaidu. Po trzech latach zagarnął zwierzchni tron Irlandii, w wyniku zabójstwa swego poprzednika, Innatmara z milezjańskiej linii Emera. „Roczniki Czterech Mistrzów” i „Księga najazdów” błędnie podały, że panował w Irlandii przez jedenaście lat. Otrzymał przydomek Bodiobad z powodu zarazy, która zdziesiątkowała bydło. Ostał się tylko jeden byk i jedna krowa w miejscu zwanym Gleann Sawasge. Rządził nad Irlandią dziewięć lat, gdy zginął z ręki Lugaida Luaigne’a, mściciela śmierci ojca i arcykróla Innatmara. Lugaid objął tylko zwierzchni tron Irlandii, natomiast Ulaid przeszedł na Eochaida II Salbuide.